# Limbodessus macrohinkleri
Limbodessus macrohinkleri är en skalbaggsart som beskrevs av Watts och William F. Humphreys 2006. Limbodessus macrohinkleri ingår i släktet Limbodessus och familjen dykare. Inga underarter finns listade i Catalogue of Life.